# Mario César Bertozzi
Mario César Bertozzi (Paraná, Entre Ríos, Argentina, 7 de marzo de 1921 - Id. 21 de enero de 2005) fue un ingeniero y político argentino.

## Biografía
Nació en Paraná el 7 de marzo de 1921. Durante sus años de estudiante fue designado como delegado estudiantil ante la Federación Universitaria de Buenos Aires (FUBA). Se graduó de ingeniero civil en la Facultad de Ingeniería de la Universidad de Buenos Aires (UBA) en 1946. Inició su carrera profesional en la provincia de Corrientes, donde fue llamado por el gobierno local a desempeñarse como técnico en la Dirección Provincial de Vialidad. De regreso a la provincia de Entre Ríos, constituyó las sociedades Sicya y Foragro, de las cuales fue socio gerente. 
Entre 1958 y 1962 ocupó el cargo de ministro de Obras y Servicios Públicos de la provincia, cargo desde el cual impulsó e inició las obras de construcción del Túnel subfluvial Raúl Uranga – Carlos Sylvestre Begnis, obra que sería de gran importancia para el desarrollo de la provincia. 
En el ámbito político, también se desempeñó en 1965 como convencional constituyente y en 1973 fue candidato a vicegobernador en la fórmula encabezada por Raúl Uranga. Años más tarde, Bertozzi volvió a la actividad política como ministro de Economía de la provincia. A partir del 25 de febrero hasta el 10 de diciembre de 1983, desempeñó el cargo de gobernador de la provincia. 

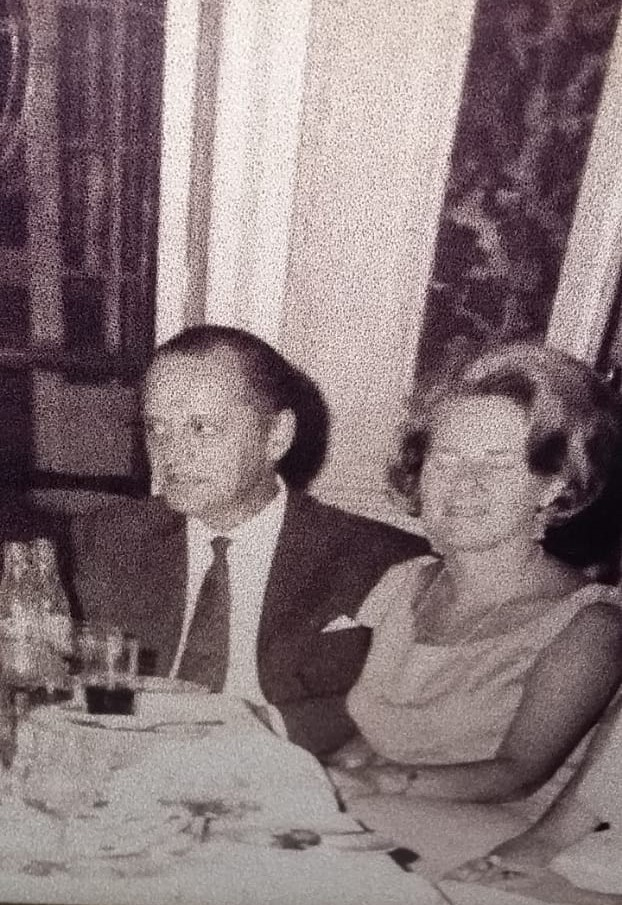
Mario César Bertozzi y su mujer Eileen. En la década del 70.

Falleció el 21 de enero de 2005 en la ciudad de Paraná, a los 83 años de edad.